# 히가시소노기군

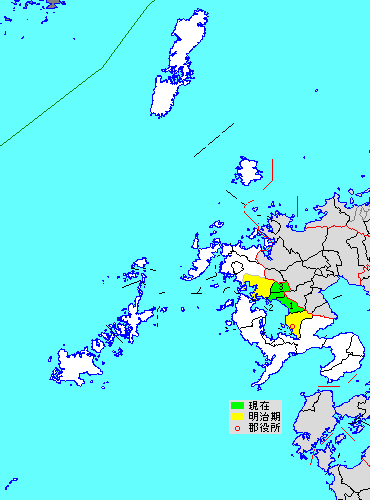
히가시소노기군의 실제 위치.

히가시소노기군(일본어: 東彼杵郡, ひがしそのぎぐん)은 오무라 만의 동쪽에 위치하는 나가사키현의 군이다.
인구 33,402명, 면적 167.53km², 인구밀도 199명/km².(2025년 5월 1일, 추계인구)
이하 3정으로 구성된다.
- 가와타나정(川棚町)
- 하사미정(波佐見町)
- 히가시소노기정(東彼杵町)